# ¡Qué asco de vida!
¡Qué asco de vida! es una comedia de 1991 dirigida y protagonizada por Mel Brooks. Es una de las pocas comedias de Mel Brooks que no es una parodia y que no rompe la cuarta pared, quizás por eso fue un fracaso de taquilla. Le acompañan Lesley Ann Warren, Howard Morris y Jeffrey Tambor. 

## Argumento
Goddard Bolt (Mel Brooks) es el CEO de Empresas Bolt y muestra poca consideración por otras personas. Un día hace una apuesta con su rival Vance Crasswell (Jeffrey Tambor), sobre quién puede sobrevivir en la calle 30 días. El ganador se llevará una propiedad codiciada por ambos.
Hay tres condiciones: #1) Bolt estará sin un céntimo; #2) tendrá que llevar un aparato electrónico que se activará si deja las fronteras marcadas en la apuesta; #3) En ningún momento revelará su identidad. 
Crasswell juega sucio y Bolt conoce el sufrimiento y la penuria de vivir como un "sin techo". En el proceso, conoce a Molly (Lesley Ann Warren), una vagabunda exbailarina de Broadway por la que acaba sintiéndose atraído. 
Bolt aprende una serie de lecciones de la vida importantes durante su 'aventura', concretamente que lo importante de la vida no es el éxito material sino la integridad del espíritu humano. Aun así, Bolt adivina que Crasswell no cumplirá el trato. Efectivamente, Crasswell soborna a los abogados de Bolt y le arrebata sus posesiones: además, planea derribar el área de chabolas donde se efectúa la apuesta. Bolt convence a los residentes para escenificar una batalla simulada en la ceremonia del proyecto inmobiliario, que será televisado. Crasswell intenta golpear a Bolt, quedando en evidencia y un tribunal admite que la apuesta existió y que Bolt es el ganador, además de un hombre nuevo que tiene otros planes para la zona: dar trabajo a los residentes que le han ayudado, remodelar las chabolas y escolarizar a todos los niños.

## Reparto
| Actor             | Personaje                 |
| ----------------- | ------------------------- |
| Mel Brooks        | Goddard Bolt              |
| Lesley Ann Warren | Molly                     |
| Jeffrey Tambor    | Vance Crasswell           |
| Stuart Pankin     | Pritchard                 |
| Howard Morris     | Marinero                  |
| Rudy De Luca      | J. Paul Getty             |
| Theodore Wilson   | Fumes                     |
| Carmen Filpi      | Revienta (once es arriba) |
| Michael Ensign    | Knowles                   |
| Matthew Faison    | Stevens                   |
| Billy Barty       | Willy                     |
| Brian Thompson    | Victor, el malo           |
| Raymond O'Connor  | Yo                        |
| Carmine Caridi    | Flophouse                 |
| Sammy Orilla      | Reverendo en Boda         |
| Frank Romano      | Intérprete español        |
| Christopher Birt  | Paramédico                |
| Robert Ridgely    | Abogado                   |

## Recepción
La película fue estrenada fuera de competición en la edición de 1991 del Festival de Cannes.
Extrañamente para una película de Brooks, fue un fracaso crítico y comercial. Rotten Tomatoes solo le dio un 19%, con los elogios motivados por el hecho de que Brooks intentó un tipo diferente de sátira. Pero la película solo recaudó $4,102,526 de sus $13 millones de presupuesto. Desde entonces se ha convertido en una película de culto por ser tan distinta de sus parodias habituales.  Además,  recibió tres estrellas de Roger Ebert.